# 蟳法
蟳法，福建的地方拳術，又称东孔蟳法。福州郭宅乡郭家祖传拳法。

## 源流
據郭宅鄉郭家族譜記載，該拳由郭道根始傳，蟳法的招式是模仿螃蟹能剪善鉗的特長而創出套路。

## 介紹
蟳法的特色在於一動百動，逢形即擒，勢猛橫進，左右閃避，偏門進擊，講究步穩勢烈，又吸收北方腿功的靈活迅猛，主要套路有蟳法、東孔法，現今流傳在福州一帶。

## 來源
1. 1 2  中国武术大辞典编辑委员会. . 人民体育出版社. 1990. ISBN 7-5009-0463-0.